# Thamnophilus atrinucha
Thamnophilus atrinucha е вид птица от семейство Thamnophilidae.

## Разпространение
Видът е разпространен в Белиз, Венецуела, Гватемала, Еквадор, Колумбия, Коста Рика, Никарагуа, Панама и Хондурас.